# Oakbank
Oakbank är en ort i den kanadensiska provinsen Manitobas sydvästliga del, cirka 1,5 mil väster om staden Winnipeg. De första aktiviteterna i Oakbank var 1899, när en poststation byggdes och med tiden växte byn och är idag ett större samhälle, dock klassas den som en sovstad när majoriteten av befolkningen förvärvsarbetar i Winnipeg.

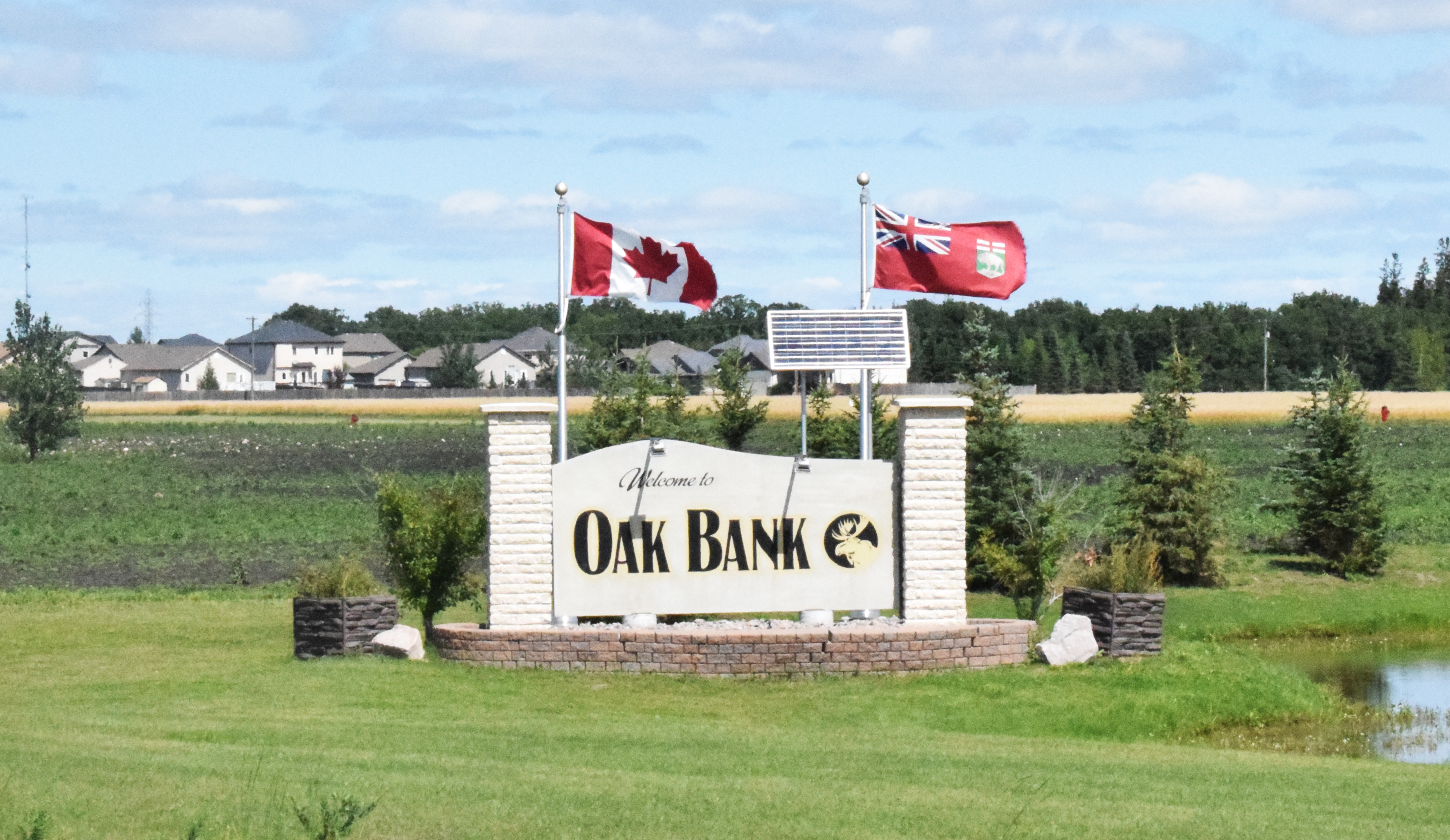
Oakbank

Orten breder sig ut över 1,39 kvadratkilometer (km2) stor yta och hade en folkmängd på 2 944 personer vid den nationella folkräkningen 2011.